# Scoparia apheles
Scoparia apheles là một loài bướm đêm trong họ Crambidae.